# كي. دبليو. جيتر
كي. دبليو. جيتر (بالإنجليزية: K. W. Jeter)‏ (26 مارس 1950، لوس أنجلوس في الولايات المتحدة)؛ كاتب وروائي أمريكي.

## روابط خارجية
- كي. دبليو. جيتر على موقع ديسكوغز (الإنجليزية)